# Susann Bosshard-Kälin

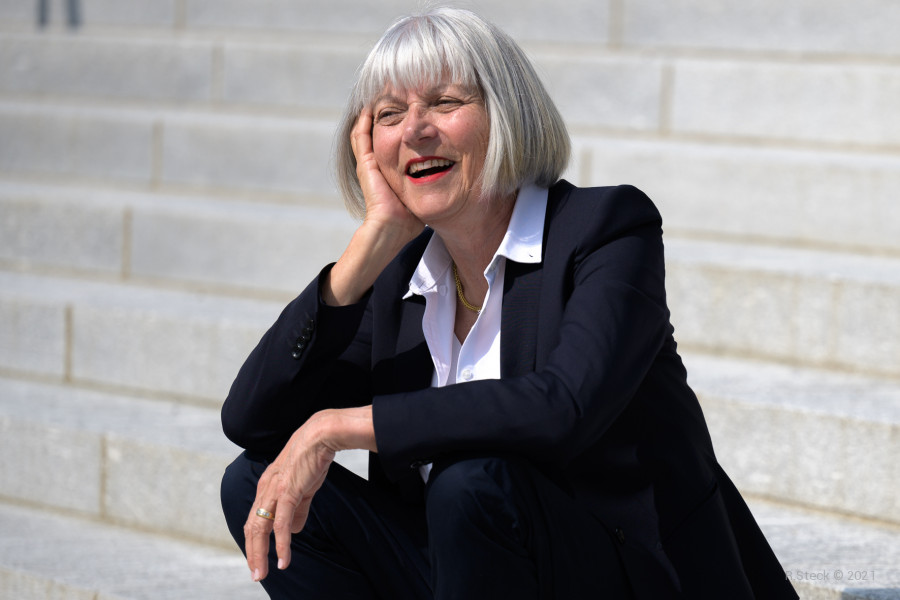
Susann Bosshard Kälin (2021)

Susann Bosshard-Kälin (* 24. April 1954 in Zürich) ist eine Schweizer Journalistin und Sachbuchautorin.

## Leben
Susann Bosshard-Kälin stammt aus dem Einsiedler Geschlecht Kälin und wuchs in Zürich auf. Nach der Diplommittelschule arbeitete sie für die Schweizerische Verkehrszentrale in Zürich und in New York. Sie absolvierte die PR-Beraterinnenausbildung am Schweizerischen Public Relations Institut in Zürich sowie die Fachjournalistinnen-Ausbildung am Medienausbildungszentrum (MAZ) in Luzern.
Beim Militärischen Frauendienst MFD (früher FHD) wurde sie zur Motorfahrerin ausgebildet und war später als Offizier in der Abteilung Presse- und Funkspruch (APF) der Schweizer Armee eingeteilt sowie als Redakteurin bei der Informations-Zeitschrift der Frauen in der Armee. 1983 absolvierte sie die Bäuerinnenschule im Benediktinerinnen-Kloster Fahr. Daraus entstand die Inspiration für zwei erfolgreiche Bücher, zum einen über das Leben von Absolventinnen der Bäuerinnenschule und zum anderen über die Benediktinerinnen im Kloster Fahr.
Susann Bosshard-Kälin ist verheiratet und Mutter zweier Töchter; sie lebt und arbeitet in der Nähe von Einsiedeln. Seit 1984 ist sie als selbständige Kommunikationsfachfrau und freie Journalistin tätig. Als Sachbuchautorin war sie seit 2004 an insgesamt zwölf Buchpublikationen  als Initiantin, Herausgeberin und/oder Autorin beteiligt, mehrmals zum Thema Schweizer Auswanderung in die USA, insbesondere zum Thema «Einsiedeln anderswo».
Am 2. August 2005 besuchte der Dalai Lama das Kloster Einsiedeln. Susann Bosshard-Kälin, Regula Curti und Dechen Shak-Dagsay hatten den Besuch initiiert und mitorganisiert. Im Auftrag des Verbands der Museen der Schweiz (VMS) und des Schweizer Museumspass (SMP) war Susann Bosshard-Kälin von 2004 bis 2019 Schweiz-Koordinatorin und National Correspondent beim European Museum Forum (EMF)  für den alljährlich ausgeschriebenen Wettbewerb «European Museum of the Year Award» (EMYA). Von 2015 bis 2018 war sie zudem Vorstandsmitglied im Frauennetz Kanton Schwyz. 2020 liess sie sich an der Fachhochschule Nordwestschweiz zur Moderatorin von Erzählcafés ausbilden.

## Auszeichnungen
2009: Paroz-Price der Swiss American Historical Society, Washington, für «westwärts – Begegnungen mit Amerika-Schweizerinnen»
2019: Katholischer Medienpreis der Schweizer Bischofskonferenz für «Im Fahr. Die Klosterfrauen erzählen aus ihrem Leben».
2021: Stipendium des Kantons Schwyz für Literaturschaffende (6 Wochen Literatur-Atelier im Val Müstair für drei Schreibende bei Tim Krohn, Jan/Feb 2022)
2023: Einsiedler Kulturpreis

## Bücher
- spruchreif – Zeitzeuginnen aus dem Kanton Schwyz erzählen. Daimon Verlag, Einsiedeln 2006, ISBN 978-3-85630-710-3.
- Leben im Kloster Fahr. Paulus Verlag, Freiburg 2007, ISBN 978-3-7228-0719-5.
- westwärts – Begegnungen mit Amerika-Schweizerinnen. eFeF Verlag, Wettingen 2009 (2 Auflagen), ISBN 978-3-905561-79-1.
- westward – encounters with Swiss American Women. Swiss American Historical Society, Washington 2010, ISBN 978-3-033-02499-1.
- Unter der Haube – Diakonissen erzählen aus ihrem Leben. Huber Verlag, Frauenfeld 2011, ISBN 978-3-7193-1567-2.
- Die Welt trifft sich auf dem Einsiedler Klosterplatz. Verlag Geschichten-Gesichter, Egg 2013, ISBN 978-3-033-03524-9.
- Emigrant Paths – Encounters with 20th Century Swiss Americans. Swiss American Historical Society, Washington 2013, ISBN 978-1-60126-394-0.
- Nach Amerika – Lebensgeschichten von Schweizer Auswanderern. Limmat Verlag, Zürich 2014, ISBN 978-3-85791-710-3.
- Beruf Bäuerin – Frauen aus der Bäuerinnenschule Kloster Fahr erzählen. Verlag Hier und Jetzt, Baden 2013, ISBN 978-3-03919-306-6.
- Einsiedeln elsewhere – Immigrants and their Descendants in Louisville, Kentucky. Verein Einsiedeln anderswo, Egg 2018, ISBN 978-3-033-06689-2.
- Im Fahr – die Klosterfrauen erzählen aus ihrem Leben. Verlag Hier und Jetzt, Baden 2018, ISBN 978-3-03919-444-5.
- Einsiedeln anderswo – Präsenz eines Innerschweizer Dorfes in der amerikanischen Stadt Louisville, Kentucky. Verein Einsiedeln anderswo, Egg 2019, ISBN 978-3-033-07156-8.
- mit Anna Rodigari: Allegra Begegnungen in der Biosfera Val Müstair. St. Moritz 2024, ISBN  978-3-9525688-1-1.